# Kerstin Rabe
Kerstin Rabe, född 14 januari 1919 i Vasa församling i Göteborg, död 9 maj 2007 i Stockholm, var en svensk skådespelare. Hon var dotter till radiochefen Julius Rabe och Sigrid Taube. Hennes morbror var skådespelaren Mathias Taube. Kerstin Rabe hade en lång skådespelarkarriär och gjorde många stora teaterroller, bland annat ett antal för Ingmar Bergman.

## Teaterkarriär
Kerstin Rabe fick sin teaterutbildning vid Maria Schildknechts elevskola 1941–1943. Hon var under sin karriär anställd vid: 
- Göteborgs stadsteater 1944–1947
- Helsingborgs stadsteater 1947–1949
- Malmö stadsteater 1949–1950
- Uppsala stadsteater 1950–[1]

Kerstin Rabe gjorde senare även roller bland annat vid Dramaten, Orionteatern, Dalateatern samt vid Radioteatern. Hon gjorde många stora roller, bland annat Sonja i Onkel Vanja, Elektra i Flugorna, Blanche i Linje Lusta, drottningen i Midsommardröm i fattighuset, Lysistrate i Lysistrate samt modern i Fru Carrars gevär. Vid 73 års ålder spelade hon den enda rollen i Dalateaterns "O, sena tiders barn", en pjäs om Selma Lagerlöf, som även sändes i TV. Hon medverkade även i flera TV- och filmproduktioner.

## Filmografi
- Mans kvinna (1945)
- Sköna Susanna och gubbarna (1959)

## TV-serier
- Mor gifter sig (1979)
- Svarta skallar och vita nätter (1995)

## Teater

### Roller (ej komplett)
| År   | Roll                      | Produktion | Regi                 | Teater                           |
| ---- | ------------------------- | --- | -------------------- | -------------------------------- |
| 1939 |                           | Hamlet William Shakespeare                                                                                        |                      | Anglo-American Center, Mullsjö   |
| 1941 |                           | Galgmannen |                      | Göteborg                         |
| 1947 | Jeanette                  | Romeo och Jeanette (Roméo et Jeannette) Jean Anouilh                                                              | Lars-Levi Læstadius  | Helsingborgs stadsteater         |
| 1948 | Olga                      | All världens rikedom (Tous les biens de ce monde) Jean-Paul Sartre                                                | Lars-Levi Læstadius  | Helsingborgs stadsteater         |
| 1948 | Modern                    | Rödluvan (Rotkäppchen) Robert Bürkner                                                                             | Börje Nyberg         | Helsingborgs stadsteater         |
| 1948 | Medverkande               | Titt in på Tittut, revy Rune Moberg och Tylle Herlin                                                              | Lars-Levi Læstadius  | Helsingborgs stadsteater         |
| 1949 | Fröken Julie              | Fröken Julie August Strindberg                                                                                    | Gunnar Ekström       | Helsingborgs stadsteater         |
| 1949 | Blanche DuBois            | Längtans spårvagn (A Streetcar Named Desire) Tennessee Williams                                                   | Lars-Levi Læstadius  | Helsingborgs stadsteater         |
| 1949 | Liz Essendine             | Fröjd för stunden (Present Laughter) Noël Coward                                                                  | Lars-Levi Læstadius  | Helsingborgs stadsteater         |
| 1949 | Fru Sörby                 | Vildanden Henrik Ibsen                                                                                            | Lars-Levi Læstadius  | Helsingborgs stadsteater         |
| 1949 | Inés                      | Slutna dörrar (Huis clos) Jean-Paul Sartre                                                                        | Arne Ragneborn       | Helsingborgs stadsteater         |
| 1950 | Emily                     | Hallå där ute! (Hello Out There!) William Saroyan                                                                 | Mats Johansson       | Helsingborgs stadsteater         |
| 1950 | Catherine Winslow         | Fallet Winslow (The Winslow Boy) The Winslow Boy Terence Rattigan                                                 | Börje Nyberg         | Helsingborgs stadsteater         |
| 1950 | Jane                      | Skomakarens frimåndag (The Shoemaker's Holiday) Thomas Dekker                                                     | Lars-Levi Læstadius  | Helsingborgs stadsteater         |
| 1956 |                           | Under trädet ligger yxan (Under treet ligg øksa) Tormod Skagestad                                                 | Börje Mellvig        | Riksteatern                      |
| 1956 | Fru Linde                 | Ett dockhem (Et Dukkehjem) Henrik Ibsen                                                                           | Helge Hagerman       | Riksteatern                      |
| 1957 | Fröken Madrigal           | Kritträdgården (The Chalk Garden) Enid Bagnold                                                                    | Ingrid Luterkort     | Norrköping-Linköping stadsteater |
| 1957 | Lysistrate                | Lysistrate (Λυσιστράτη, Lysistrátē) Aristofanes                                                                   | Olof Thunberg        | Norrköping-Linköping stadsteater |
| 1958 | Annika                    | Värmlänningarna Fredrik August Dahlgren och Andreas Randel                                                        | Ingmar Bergman       | Malmö stadsteater                |
| 1958 | Mlle Y                    | Den starkare August Strindberg                                                                                    | John Zacharias       | Norrköping-Linköping stadsteater |
| 1958 | Sonhustrun                | Leka med elden August Strindberg                                                                                  | John Zacharias       | Norrköping-Linköping stadsteater |
| 1958 | Julia Sterroll            | Fallna änglar (Fallen Angels) Noël Coward                                                                         | Ingrid Luterkort     | Norrköping-Linköping stadsteater |
| 1961 | Mrs. Watkins              | Se ditt rätta jag (Call me by my rightful name) Michael Shurtleff                                                 | Lars Barringer       | Norrköping-Linköping stadsteater |
| 1962 | Rita Ronan                | Hederligt folk (Chuckeyhead Story) Paul Vincent Carroll                                                           | Bertil Norström      | Norrköping-Linköping stadsteater |
| 1962 | Kristin                   | Fröken Julie August Strindberg                                                                                    | John Zacharias       | Norrköping-Linköping stadsteater |
| 1962 | Senoran                   | Andorra Max Frisch                                                                                                | Lars Barringer       | Norrköping-Linköping stadsteater |
| 1963 | Gertrud                   | Hamlet William Shakespeare                                                                                        | Lars Barringer       | Norrköping-Linköping stadsteater |
| 1963 | Mrs. Patrick Campbell     | Käre lögnare (Dear Liar) Jerome Kilty                                                                             | Lars Barringer       | Norrköping-Linköping stadsteater |
| 1963 | Modern                    | Ett drömspel August Strindberg                                                                                    | Olof Molander        | Norrköping-Linköping stadsteater |
| 1964 | Antigone                  | Antigone (Ἀντιγόνη) Sofokles                                                                                      | Olof Molander        | Norrköping-Linköping stadsteater |
| 1964 | Mathilde von Zahnd        | Fysikerna (Die Physiker) Friedrich Dürrenmatt                                                                     | Lars Barringer       | Norrköping-Linköping stadsteater |
| 1964 | Olga Sergejevna Prozorova | Tre systrar (Три сeстры, Tri sestry) Anton Tjechov                                                                | Lars Barringer       | Norrköping-Linköping stadsteater |
| 1965 | Sandra                    | Tre vita skjortor Walentin Chorell                                                                                | Bertil Norström      | Norrköping-Linköping stadsteater |
| 1965 |                           | Soldaten Svejk (Osudy dobrého vojáka Švejka za světové války) Jaroslav Hašek                                      | Lars Gerhard Norberg | Norrköping-Linköping stadsteater |
| 1965 | Bernarda Alba             | Bernardas hus (La Casa de Bernarda Alba) Federico García Lorca                                                    | Lars-Levi Læstadius  | Norrköping-Linköping stadsteater |
| 1965 | Grevinnan                 | Huset Werner Aspenström                                                                                           | Sture Ericson        | Norrköping-Linköping stadsteater |
| 1966 | Cissela Mortens           | De tolv Bengt V. Wall                                                                                             | Lars Gerhard Norberg | Norrköping-Linköping stadsteater |
| 1966 | Violet                    | Köket (The Kitchen) Arnold Wesker                                                                                 | Ernst Günther        | Norrköping-Linköping stadsteater |
| 1967 | Agnes                     | Balansgång (A Delicate Balance) Edward Albee                                                                      | Lars-Levi Læstadius  | Norrköping-Linköping stadsteater |
| 1967 | Caroline Rockefeller      | O du milda vilda väst eller Det blåser i sassafrasträden (Du vent dans les branches de sassafras) René de Obaldia | Sture Ericson        | Norrköping-Linköping stadsteater |
| 1967 | Fru Martha Rull           | Den sönderslagna krukan (Der zerbrochene Krug) Heinrich von Kleist                                                | Sture Ericson        | Norrköping-Linköping stadsteater |
| 1967 |                           | Människan och hans hustru Inga Lindsjö                                                                            | Torsten Sjöholm      | Norrköping-Linköping stadsteater |
| 1968 | Winnie                    | Lyckans dar (Happy Days) Samuel Beckett                                                                           | Torsten Sjöholm      | Norrköping-Linköping stadsteater |
| 1968 | Syster Agnes              | Biografi (Biographie Ein Spiel) Max Frisch                                                                        | Torsten Sjöholm      | Norrköping-Linköping stadsteater |
| 1968 |                           | Mor Courage och hennes barn(Mutter Courage und Ihre Kinder) Bertolt Brecht                                        | Torsten Sjöholm      | Norrköping-Linköping stadsteater |
| 1969 | Mumien                    | Spöksonaten August Strindberg                                                                                     | Lars-Erik Liedholm   | Norrköping-Linköping stadsteater |
| 1978 | Leokadja Begbick          | Mahagonny (Aufstieg und Fall der Stadt Mahagonny) Bertolt Brecht och Kurt Weill                                   | Torsten Sjöholm      | Örebroensemblen                  |
| 1978 |                           | Hemmets härd är guld värd Gunnar Ohrlander                                                                        | Leif Stålhammer      | Riksteatern                      |
| 1979 | Loyal Flipote             | Tartuffe (Tartuffe, ou l'Imposteur) Molière                                                                       | Pierre Fränckel      | Örebroensemblen                  |
| 1985 |                           | Pygmalion George Bernard Shaw                                                                                     | Lars Rudolfsson      | Orionteatern                     |
| 1989 |                           | Ett drömspel August Strindberg                                                                                    | Lars Rudolfsson      | Orionteatern                     |
| 1991 |                           | Tre systrar (Три сeстры, Tri sestry) Anton Tjechov                                                                | Lars Rudolfsson      | Orionteatern                     |
| 1992 |                           | O, sena tiders barn                                                                                               |                      | Dalateatern (sändes även i TV)   |
| 1994 | Fästmön                   | Spöksonaten August Strindberg                                                                                     | Andrzej Wajda        | Dramaten                         |

## Radioteater

### Roller (ej komplett)
| År   | Roll | Produktion | Regi           |
| ---- | ---- | ---------- | -------------- |
| 1946 |      | Sommar     | Ingmar Bergman |
| 1951 |      | Sommar     | Ingmar Bergman |